# Римоним
Римоним (ивр. רִמּוֹנִים, רימונים‎), — израильское поселение на Западном берегу реки Иордан. Относится к региональному совету Мате-Биньямин, расположено примерно в двадцати минутах езды от Иерусалима. 

## Название
Название Римоним взято из Книги Судей 20:47:
47. И обратились оставшиеся и убежали в пустыню, к скале Риммону, шестьсот человек, и оставались там в каменной горе Риммоне четыре месяца.

## История
Поселение было основано в 1977 году (20 швата 5737) как военный аванпост Нахаль. Через три года, в 1980 году (4 тишрея 5741), оно было перенесено на современное место, демилитаризовано и, при поддержке организации Амана, начало заселяться евреями. В середине 2000-х в Римоним разрешили селиться религиозным евреям, чего раньше не было.

## Население
По данным Центрального статистического бюро Израиля, население на начало 2020 года составляло 700 человек.

## Инфраструктура
- синагога с миквой
- бассейн (работает с июня по сентябрь)
- почта
- детский сад
- библиотека
- баскетбольная площадка
- молодёжный центр

На окраине поселения имеется смотровая площадка, с которой видно Иорданскую долину и Мёртвое море.